# Петренко, Алексей Алексеевич
Алексей Алексеевич Петренко (12 апреля 1975) — украинский футболист, защитник.

## Игровая карьера
В 1997 году играл в первом дивизионе России в команде «Уралмаш». С 2000 по 2002 годы — в первой лиге Украины в команде СК «Николаев». С 2003 по 2005 годы — в Казахстане в командах «Ордабасы» и «Кайсар» (суперлига), «Семей» (первый дивизион).